# Tu cara me suena (programa de televisión argentino)
Tu cara me suena fue un programa de televisión de reality show que se emitió en Argentina por la cadena de televisión Telefe. Es la versión argentina del formato español homónimo, de éxito internacional emitido por Antena 3. En él, ocho famosos (diez en la segunda y tercera edición, aunque dos de ellos concursan como pareja) se presentan ante el público y el jurado caracterizados de un artista musical e interpretan alguna de sus canciones más famosas imitando lo mejor posible al cantante original, tanto en movimientos como en voz. El formato fue estrenado el 23 de septiembre de 2013, finalizando en 2015 luego de tres temporadas. A fines de 2023 se confirmó que el reality volvería a la pantalla de Telefe en marzo de 2024, bajo la conducción de Marley.

## Mecánica del programa
El programa se basa en que durante varias galas (13 en la primera, 35 en la segunda), los participantes deberán demostrar que son los mejores cantando e imitando a cantantes reales que le son asignados de forma aleatoria tras accionar en la gala anterior el famoso pulsador. Tras sus actuaciones, el jurado deberá valorar a los concursantes con una puntuación diferente a cada uno (4, 5, 6, 7, 8, 9, 10 y 11 puntos incluyendo los 12 puntos en la segunda y tercera edición). Además, los concursantes darán 5 puntos (en la primera edición) o 2 y 3 puntos (en la segunda y tercera edición) al compañero que crean que lo ha hecho mejor.
Al final de cada gala se obtiene el ranking de puntuación de la misma, donde el concursante con mayor puntuación podrá donar $25,000 a la organización benéfica que elija. Los puntos de la clasificación semanal se irán acumulando en una clasificación general, que servirá para decidir a los finalistas. En el último programa de la temporada se elige mediante televoto al ganador de entre los finalistas resultantes. Este recibirá $100 000 que donará de la misma manera que el premio menor de cada gala.

### Calificaciones
Las puntuaciones serán diferentes para cada participante, es decir, cada jurado tendrá puntos del 4 (puntuación más baja) al 12 (puntuación más alta). Cada integrante del jurado deberá entregar una nota por cada presentación sin poder repetir la puntuación que entrega a los concursantes. Es decir, Elizabeth Vernaci no podrá calificar con un 8 a más de un participante, sino que deberá repartir toda la escala de puntos a los concursantes. Además, los participantes podrán otorgar puntos a sus compañeros (en la primera temporada, hasta la séptima gala, cada uno de los participantes podía otorgar 5 puntos a un solo compañero; en la segunda y la tercera, pueden asignar 3 puntos a un participante y 2 a otro). Resulta ganador el participante que más puntos sume al final de la gala.

## Temporadas
| Temporada | Temporada | Programas | Estreno                  | Final                   | Ganador/a      | Rating prom. |
| --------- | --------- | --------- | ------------------------ | ----------------------- | -------------- | ------------ |
|           | 1         | 17        | 23 de septiembre de 2013 | 18 de diciembre de 2013 | Laura Esquivel | 14.7         |
|           | 2         | 35        | 16 de abril de 2014      | 21 de diciembre de 2014 | Ángela Torres  | 14.6         |
|           | 3         | 23        | 20 de julio de 2015      | 23 de diciembre de 2015 | Diana Amarilla | 11.3         |
| Total     | Total     | 75        | 23 de septiembre de 2013 | 23 de diciembre de 2015 |                | 13.5         |

## Equipo

### Presentador
| Edición | 1 | 2 | 3 |
| ------- | - | - | - |
| Marley  |   |   |   |

### Jurado
Las actuaciones de los famosos concursantes son valoradas por un jurado profesional compuesto habitualmente por tres personas, que a veces se ve reforzado por los invitados del programa.
     Jurado fijo
     Jurado suplente (en 1 o más galas)
| Elizabeth Vernaci     |
| Cacho Castaña         |
| Joaquín Galán         |
| Enrique Pinti         |
| Miguel Ángel Cherutti |
| Humberto Tortonese    |

## Tu cara me suena (2013)
- 23 de septiembre de 2013 a 18 de diciembre de 2013.

Esta es la primera edición de este talent show que Telefe pone en marcha. Un grupo de 8 artistas imitarán a cantantes consagrados que les serán asignados por el pulsador una máquina que elige al azar al artista que deben imitar en la siguiente gala, excepto en la gala final, en la que los finalistas pueden escoger al artista que desean imitar.
|               |                   | Edad | Ocupación                             | Galas ganadas    | Galas perdidas       | Resultado               |
| Participantes |                   |      |                                       |                  |                      |                         |
| ------------- | ----------------- | ---- | ------------------------------------- | ---------------- | -------------------- | ----------------------- |
| Participantes | Laura Esquivel    | 19   | Actriz y cantante                     | 3.ª, 4.ª y Final | 6.ª y 8.ª            | Ganadora (44.33%)       |
| Participantes | Campi             | 44   | Humorista                             | 2.ª, 6.ª y 13.ª  | 1.ª, 3.ª, 9.ª y 11.ª | 2.º finalista (38.36%)  |
| Participantes | Lucía Galán       | 52   | Cantante                              | 1.ª y 10.ª       | Nunca                | 3.era finalista (9.99%) |
| Participantes | Carmen Barbieri   | 58   | Actriz, humorista y directora teatral | 8.ª y 12.ª       | 10.ª                 | 4.ª finalista (7.33%)   |
| Participantes | Benjamín Amadeo   | 29   | Actor y cantante                      | 5.ª y 11.ª       | Nunca                | 5.º clasificado         |
| Participantes | Pablo Granados    | 48   | Humorista                             | 7.ª              | 2.ª                  | 6.º clasificado         |
| Participantes | Jey Mammón        | 37   | Humorista                             | 6.ª y 8.ª        | 4.ª, 7.ª y 12.ª      | 7.º clasificado         |
| Participantes | Rocío Guirao Díaz | 29   | Modelo                                | 9.ª              | 2.ª, 5.ª y 13.ª      | 8.ª clasificada         |

## Tu cara me suena 2 (2014)
- 16 de abril de 2014 a 21 de diciembre de 2014.

Tras los buenos resultados de la primera edición Telefe estrenará la segunda edición de Tu cara me suena en el mes de abril, con nuevos famosos dispuestos a sorprender con sus imitaciones semana a semana y manteniendo los buenos resultados de audiencia de la primera edición con la incorporación de dos concursantes de la temporada anterior que en esta participan como dúo.
|               |                        | Edad | Ocupación                                       | Galas ganadas                 | Galas perdidas                      | Resultado                 |
| Participantes |                        |      |                                                 |                               |                                     |                           |
| ------------- | ---------------------- | ---- | ----------------------------------------------- | ----------------------------- | ----------------------------------- | ------------------------- |
| Participantes | Ángela Torres          | 16   | Actriz y cantante                               | 4.ª, 13.ª, 15.ª, 35.ª y Final | 3.ª y 8.ª                           | Ganadora (56%)            |
| Participantes | Fernando Dente         | 24   | Actor, cantante, bailarín y director teatral    | 19.ª, 21, 27.ª, 30.ª, 34.ª    | 26.ª                                | 2.º finalista (44%)       |
| Participantes | Florencia Peña         | 40   | Actriz, humorista, y presentadora de televisión | 1.ª y 10.ª                    | Nunca                               | 3.era finalista (19.29%)  |
| Participantes | Laura Esquivel         | 20   | Cantante y actriz. Ganadora de TCMS 1           | 10.ª, 12.ª, 20.ª, 26.ª y 34.ª | 6.ª, 18.ª, 21.ª y 30.ª              | 4.tos finalistas (16,78%) |
| Participantes | Jey Mammón             | 38   | Humorista y actor. Participante de TCMS 1       | 10.ª, 12.ª, 20.ª, 26.ª y 34.ª | 6.ª, 18.ª, 21.ª y 30.ª              | 4.tos finalistas (16,78%) |
| Participantes | Pichu Straneo          | 47   | Actor, humorista e imitador                     | 1.ª, 12.ª, 17.ª, 23.ª y 29.ª  | 2.ª, 7.ª, 15.ª, 25.ª, 28.ª y 31.ª   | 5.º clasificado           |
| Participantes | Miguel Ángel Rodríguez | 54   | Actor y humorista                               | 5.ª, 14.ª, 31.ª y 33.ª        | 12.ª y 22.ª                         | 6.º clasificado           |
| Participantes | Coki Ramírez           | 34   | Cantante, actriz y modelo                       | 7.ª, 9.ª, 18.ª y 22.ª         | 13.ª, 19.ª, 20.ª, 24.ª, 29.ª y 32.ª | 7.º clasificado           |
| Participantes | Georgina Barbarossa    | 59   | Actriz, humorista y presentadora de televisión  | 3.ª y 32.ª                    | 8.ª, 14.ª, 23.ª, 27.ª y 33.ª        | 8.ª clasificada           |
| Participantes | Augusto Schuster       | 22   | Actor y cantante                                | 6.ª y 8.ª                     | 4.ª y 16.ª                          | Abandono voluntario       |
| Participantes | Hernán Drago           | 39   | Modelo y presentador de televisión              | 7.ª                           | 1.ª, 2.ª, 5.ª, 9.ª, 10.ª y 11.ª     | Abandono voluntario       |

## Tu cara me suena 3 (2015)
- 20 de julio de 2015 a 23 de diciembre de 2015.

Luego de dos años exitoso de este talent show, Telefe pone en marcha una nueva edición de Tu cara me suena, con 10 nuevos famosos dispuestos tomar el desafío de transformase en distintos artistas semana a semana haciendo reír, emocionar y sorprender al público. Este año se incorpora un nuevo dúo compuesto por dos hombres.
|               |                    | Edad | Ocupación                                           | Galas ganadas              | Galas perdidas                              | Resultado              |
| Participantes |                    |      |                                                     |                            |                                             |                        |
| ------------- | ------------------ | ---- | --------------------------------------------------- | -------------------------- | ------------------------------------------- | ---------------------- |
| Participantes | Diana Amarilla     | 24   | Actriz y cantante. Subcampeona de Elegidos          | 4.ª, 12.ª y Final          | 18.ª                                        | Ganadora (58%)         |
| Participantes | Benjamín Rojas     | 30   | Cantante y actor. Exmiembro de Erreway              | 6.ª, 18.ª y 21.ª           | 9.ª                                         | 2.dos finalistas (42%) |
| Participantes | Felipe Colombo     | 31   | Cantante y actor. Exmiembro de Erreway              | 6.ª, 18.ª y 21.ª           | 9.ª                                         | 2.dos finalistas (42%) |
| Participantes | Leticia Brédice    | 43   | Cantante y actriz                                   | 2.ª, 7.ª, 9.ª, 13.ª y 20.ª | 4.ª, 12.ª y 15.ª                            | 3.era finalista        |
| Participantes | Augusto Schuster   | 23   | Actor y cantante. Participante de TCMS 2            | 16.ª                       | 20.ª                                        | 4.º finalista          |
| Participantes | Laura Esquivel     | 21   | Cantante y actriz. Ganadora de TCMS 1               | 15.ª y 19.ª                | 10.ª                                        | 5.ª clasificada        |
| Participantes | Claribel Medina    | 54   | Actriz y conductora                                 | 5.ª, 11.ª y 22.ª           | 17.ª                                        | 6.tos clasificados     |
| Participantes | Pichu Straneo      | 47   | Actor, humorista e imitador. Participante de TCMS 2 | 5.ª, 11.ª y 22.ª           | 17.ª                                        | 6.tos clasificados     |
| Participantes | Dan Breitman       | 32   | Actor, cantante, bailarín y humorista               | 3.ª y 14.ª                 | 19.ª y 21.ª                                 | 7.º clasificado        |
| Participantes | Matías Mayer       | 23   | Actor y cantante                                    | 17.ª                       | 22.ª                                        | 8.º clasificado        |
| Participantes | Jésica Cirio       | 30   | Modelo                                              | 10.ª                       | 1.ª, 3.ª, 5.ª, 8.ª, 11.ª, 13.ª, 14.ª y 16.ª | 9.ª clasificada        |
| Participantes | Flavio Mendoza     | 40   | Bailarín, coreógrafo y director teatral             | 8.ª                        | Nunca                                       | Abandono voluntario    |
| Participantes | Pablo Martínez     | 27   | Actor y cantante                                    | Nunca                      | 6.ª y 7.ª                                   | Abandono voluntario    |
| Participantes | Josefina Scaglione | 28   | Actriz y cantante lírica                            | 1.ª                        | 2.ª                                         | Abandono voluntario    |

## Ediciones de Tu cara me suena
| Edición         | Fecha | Ganador        | Subcampeón                      | Tercero         |
| --------------- | ----- | -------------- | ------------------------------- | --------------- |
| Primera edición | 2013  | Laura Esquivel | Campi                           | Lucía Galán     |
| Segunda edición | 2014  | Ángela Torres  | Fernando Dente                  | Florencia Peña  |
| Tercera edición | 2015  | Diana Amarilla | Benjamín Rojas & Felipe Colombo | Leticia Brédice |

## Audiencia promedio por ediciones
| Edición         | Fecha | Programas | Cadena | Espectadores | Rating promedio |
| --------------- | ----- | --------- | ------ | ------------ | --------------- |
| Primera edición | 2013  | 15        | Telefe |              | 14,7            |
| Segunda edición | 2014  | 35        | Telefe |              | 14,9            |
| Tercera edición | 2015  | 23        | Telefe |              | 11,4            |

## Especiales
| Características del Programa                        | Fecha      | Rating |
| --------------------------------------------------- | ---------- | ------ |
| Tu cara me suena: Especial Navidad                  | 23/12/2013 | 9,2    |
| Tu cara me suena: Especial 1.ª Temporada Programa 1 | 25/05/2014 | 9,4    |
| Tu cara me suena: Especial 1.ª Temporada Programa 2 | 01/06/2014 | 10,0   |
| Tu cara me suena: Especial 1.ª Temporada Programa 3 | 08/06/2014 | 9,1    |
| Tu cara me suena: Especial 1.ª Temporada Programa 4 | 15/06/2014 | 6,8    |
| Tu cara me suena: Especial 1.ª Temporada Programa 5 | 22/06/2014 | 8,5    |
| Tu cara me suena: Especial 1.ª Temporada Programa 6 | 29/06/2014 | 8,5    |
| Tu cara me suena: Especial 1.ª Temporada Programa 7 | 06/07/2014 | 8,7    |
| Tu cara me suena: Especial 1.ª Temporada Programa 8 | 19/07/2014 | 6,9    |

## Premios
| Premio                             | Categoría                           | Resultado |
| ---------------------------------- | ----------------------------------- | --------- |
| Premios Tato 2013                  | Big show                            | Ganador   |
| Premios Tato 2013                  | Dirección en no ficción             | Nominado  |
| Premios Tato 2013                  | Iluminación en no ficción           | Nominado  |
| Premios Tato 2013                  | Escenografía en no ficción          | Ganador   |
| Premios Tato 2013                  | Edición en no ficción               | Nominado  |
| Premios Tato 2013                  | Producción en no ficción            | Nominado  |
| Martín Fierro 2013                 | Producción integral                 | Ganador   |
| Martín Fierro 2013                 | Mejor programa de entretenimiento   | Ganador   |
| Martín Fierro 2013                 | Mejor conducción masculina (Marley) | Nominado  |
| Martín Fierro 2014                 | Reality                             | Nominado  |
| Kids' Choice Awards Argentina 2015 | Reality favorito                    | Nominado  |
| Premios Tato 2015                  | Big Show                            | Nominado  |
| Premios Tato 2015                  | Mejor labor cómica (Dan Breitman)   | Nominado  |
| Premios Tato 2015                  | Mejor revelación (Leticia Brédice)  | Nominada  |
| Premios Tato 2015                  | Mejor dirección en no ficción       | Nominado  |
| Premios Tato 2015                  | Mejor edición en no ficción         | Nominado  |
| Premios Tato 2015                  | Mejor arte en no ficción            | Nominado  |
| Premios Tato 2015                  | Mejor vestuario en no ficción       | Nominado  |
| Premios Tato 2015                  | Mejor producción                    | Nominado  |
| Anexo:Premios Martín Fierro 2015   | Mejor Reality Show                  | Nominado  |